# El Sabinito, Tamaulipas
El Sabinito är en ort i Mexiko.   Den ligger i kommunen Soto la Marina och delstaten Tamaulipas, i den centrala delen av landet, 500 km norr om huvudstaden Mexico City. El Sabinito ligger 295 meter över havet och antalet invånare är 195.
Terrängen runt El Sabinito är kuperad söderut, men norrut är den platt. Runt El Sabinito är det mycket glesbefolkat, med 3 invånare per kvadratkilometer. El Sabinito är det största samhället i trakten. I omgivningarna runt El Sabinito växer i huvudsak städsegrön lövskog.